# مسجد ومدرسة السلطان جقمق
مدرسة السلطان جقمق أو المدرسة الجقمقية أو مدرسة الأمير فخر الدين البارومي أو المدرسة الفخرية, تقع حاليا بدرب سعادة بشارع الأزهر. أنشأها الأمير الكبير فخر الدين أبو الفتح عثمان بن قزل البارومي أستادار الملك الكامل محمد بن العادل الأيوبي. وقد بقيت هذه المدرسة عامرة حتى القرن التاسع الهجري، فلما كانت سنة 745 هـ بدأ الوهن يتطرق إليها وكادت تصبح أثراً مندثراً لولا أن قام السلطان جقمق بإعادة بنائها فتغيرت معالمها الأولى ومن ثم أطلق عليها اسم مجددها السلطان جقمق وقد تمت عمارتها سنة 855 هـ.

## الوصف
تقع المدرسة في درب سعادة بالقرب من بداية شارع الأزهر، يقع المدخل الرئيسى للمدرسة في الركن الشمالي الشرقي للمدرسة ويتكون من عقد شاهق الارتفاع مدبب الشكل تملأ تجويفه مجموعة كبيرة من الدلايات البديعة الصنع، والشارع مرتفع من المدخل ببضعة درجات، وفي وسط المدخل يوجد باب يؤدى إلى ممر طويل يبلغ طوله 18 مترا أي بطول الضلع الشمالي للمدرسة، ويعلو هذا الباب عتب فوقه عقد عاتق، وقد نقش على هذا العتب بالخط الثلث المملوكي النص التالى: «إنما يعمر مساجد الله من آمن بالله واليوم الآخر وأقام الصلاة وآتى الزكاة ولم يخش إلا الله فعسى أولئك أن يكونوا من المهتدين».